# ハウメニージャパン!
『ハウメニージャパン!』（はうめにー じゃぱん!）は、2008年5月17日14:00（JST）から、TBSの特番枠『ドニーチョ!』で放送された雑学系バラエティ番組。正式名称は『ハウメニージャパン! 数えて分かった新事実』。

## 概要
「日本に○○は幾つあるのか?」をテーマに、その数の多寡や分布などから意外に知られていない事実を紐解いていく情報・雑学バラエティ。

## 司会者
- 「日本ハウメニーの会」会長・大竹一樹（さまぁ〜ず）
- 会長秘書・竹内香苗(TBSアナウンサー)

## パネラー
- 三村マサカズ（さまぁ〜ず）
- 伊集院光
- 細川茂樹
- 片瀬那奈
- 里田まい

## 進行フォーマット
大竹が16分割スクリーンに映し出されたテーマの中から、パネラーの興味のある物を選ばせた上で、「ここは一旦、○○で･･･」と予め取材済みのテーマに強引に誘導。VTRでテーマを紹介後、パネラーとのトーク等を行う。
VTR前にテーマに因んだクイズを出す事もあり、正解者は褒められるだけで特に賞品はなく、不正解者のうち最も遠い回答をしたパネラーは、「プライベートハウメニー」と称して、少し恥ずかしい個人的な情報をペナルティーとして暴露される。

## 取り上げたテーマ
- 動物園の数と最も多く展示されている動物
- ブランド牛の数
- チャレンジメニュー（大食い）の種類と最高賞金額
- 80歳以上の現役個人タクシー運転手の数とその人生
- モノマネ芸人の数と最もモノマネされている人
- 全国の駅弁の数
- ラーメンの種類と変わり種ラーメン
- 創業100年以上の温泉旅館とユニークなサービス

## 「プライベートハウメニー」一覧
- 里田まい:子供時代の習い事の数、8つ。
- 片瀬那奈:手足頭などをぶつける回数、年間1825回。（当日は3回ぶつけている。）
- 伊集院光
  - ジョギングでウンコしたくなる走行距離、3キロ。
  - パンツのサイズ、5L。（大竹が勢いでもう一つ出してしまう。）
- 三村マサカズ
  - 酔っぱらって記憶を無くした回数、これまでの人生で7064日。
  - 知っている道の数、国道246号の1つのみ。（伊集院の巻き添えで出されてしまう。）
- 細川茂樹
  - 過去半年でネットショッピングした回数、165回。（大竹から「地味」と突っ込み。）
  - 高校卒業式で取られた制服ボタンの数、9個。

## その他エピソード
- 「日本ハウメニーの会」会長の大竹は、数取器（手持ちのカウンター）片手にバードウォッチングの扮装で登場。日本野鳥の会のパロディーと思われる。
- 各テーマに付随して、「動物園に展示されている動物はコアラよりゴリラの方が遙かに少なくて貴重」や、「タクシーの料金メータの得する見方」など、為になる雑学を織り交ぜている。
- 司会の大竹がパネラーにテーマを選ばせて「ここは一旦、○○で･･･」と言い、「あくまでも全テーマ調べている」と言い張りパネラーから突っ込みが入る事を進行のパターンにしようとしていたが、4テーマ目で「80歳以上のタクシー運転手」を里田に的中されてしまい、大竹が苦笑いする一幕も。

## テーマ曲
- 2億4千万の瞳（郷ひろみ）

## スタッフ
- ナレーター:田中良典
- 構成:堀田延、榊暁彦、槙田英司
- TP:高瀬義美
- SW:遠山康之
- CAM:長瀬正人
- VE:宮本学
- AUD:奈良岡純一
- CA:島彰宏
- 照明:平井治雄
- 美術P:内藤佳奈子
- デザイン:坪田幸之
- 美術進行:今井隆之
- メイク:山田かつら
- マルチ:前島亮二
- CG:VOXEL
- 編集:大関秀雄
- MA:岡崎博之
- 音効:中村充]
- 協力:ニューテレス、プログレッソ、フジアール、麻布プラザ
- リサーチ:野村直子・朝倉千尋・岩本美保（ビスポ）
- AP:小笠原耕介
- AD:古山陽子、小俣裕美、日高圭一郎、吉岡誠、一ノ宮誠司、加用裕紀、松田紹弘
- ディレクター:下元元、山本カンスケ、小林一丈、斎藤慎一郎、石井賢次、田中健太、佐藤裕司、石田直央
- 総合演出:藤代賢二
- プロデューサー:辻村たろう、舘寿永
- 製作:TBS、NET WEB